# Corycoides kraussi
Corycoides kraussi är en insektsart som först beskrevs av Kirby, W.F. 1906.  Corycoides kraussi ingår i släktet Corycoides och familjen vårtbitare. Inga underarter finns listade i Catalogue of Life.